# Conformation antipériplanaire
En stéréochimie, la conformation antipériplanaire est l'ensemble des conformations particulières, dans lesquelles, pour une molécule A–B–C–D, l'angle dièdre entre la liaison A–B et la liaison C–D est compris entre +150° et −150° (Figures 1 et 2 ).  Le terme antipériplanaire est souvent utilisé dans le sens qui correspond à anticoplanaire, c'est-à-dire avec un angle de liaison A–B–C–D exactement égal à 180° (Figure 3).  Dans la projection de Newman, la molécule est en conformation décalée, les groupes fonctionnels antipériplanaires étant dirigés vers le haut et le bas, à 180° l'un de l'autre (voir figure 4).  La figure 5 montre le 2-chloro-2,3-diméthylbutane en projection cavalière avec l'atome de chlore antipériplanaire avec un atome d'hydrogène. 
Synpériplanaire est semblable à antipériplanaire.  Dans le conformère synpériplanaire, A et D sont du même côté du plan de la liaison, l'angle dièdre entre A–B et C–D étant compris entre +30° et −30° (voir figure 2). 
|  |  |  |  |  |

## Orbitales moléculaires
L'interaction entre les orbitales moléculaires est un facteur important pour expliquer la réactivité en conformation antipériplanaire.  Dans la géométrie antipériplanaire, une orbitale liante σ et une orbitale antiliante σ* sont à peu près parallèles entre elles, ou synpériplanaires.  La figure 6 est une autre représentation du 2-chloro-2,3-diméthylbutane, qui montre l'orbitale liante σC–H  de la liaison C–H, et l'orbitale antiliante σ* C–Cl de la liaison C–Cl, synpériplanaire l'une de l'autre.  Les orbitales parallèles peuvent interagir et il se produit un phénomène d'hyperconjugaison.  Si l'orbitale liante est un donneur d'électrons et si l'orbitale antiliante est un accepteur d'électrons, l'orbitale liante peut alors induire une électronégativité dans l'orbitale antiliante.  Cette interaction donneur-accepteur entre une orbitale occupée et une orbitale vacante a un effet stabilisant global sur la molécule dans la conformation antipériplanaire. Toutefois, cette interaction entre l’une orbitale liante et l'orbitale antiliante a également pour effet d’affaiblir ces deux liaisons.  Sur la figure 6, le 2-chloro-2,3-diméthylbutane est stabilisé par hyperconjugaison à partir du don d'électrons provenant de σC–H en σ*C–Cl , mais les deux liaisons C–H et C–Cl sont affaiblies.  Un diagramme d'orbitales moléculaires montre que le mélange entre l'orbitale σC–H et l'orbitale σ*C–Cl dans du 2-chloro-2,3-diméthylbutane abaisse l'énergie des deux orbitales (Figure 7). 
|  |  |

## Exemples de géométrie antipériplanaire dans les mécanismes réactionnels

### Mécanisme d'élimination E2
Une réaction d'élimination bimoléculaire E2se produit dans une molécule où la liaison carbone-hydrogène qui sera rompue et la liaison entre le carbone voisin et le groupe partant sont antipériplanaires,,, (Figure 8).  Cette géométrie est préférable car elle aligne les orbitales σC–H et σ*C–X,. La figure 9 montre l’orbitale σC-H et l’orbitale σ*C–X parallèles, ce qui permet à l’orbitale σC–H de faire un don dans l’orbite antiliante σ*C–X par hyperconjugaison. Ceci sert à affaiblir les liaisons C–H et C–X, qui sont toutes deux rompues dans une réaction E2.  Cela prépare également la molécule pour déplacer plus facilement les électrons σC–H dans une orbitale πC–C (Figure 10). 
|  |  |  |

### Transposition pinacolique

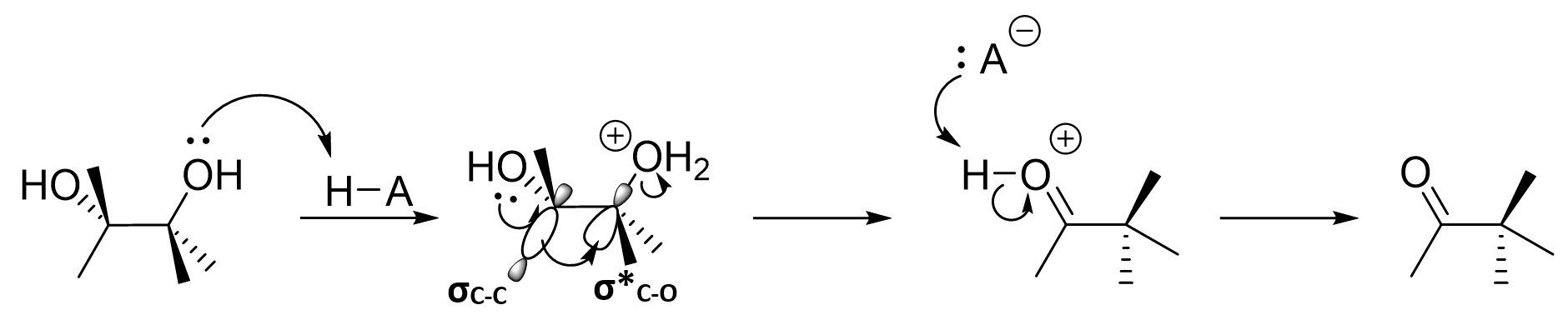
Figure 11 : mécanisme d'une transposition pinacolique. L’orbitale liante de la liaison C–C est alignée sur l’orbitale antiliante de la liaison C–O, ce qui facilite le transfert du groupe méthyle. H–A est un acide quelconque.

Dans la transposition pinacolique, un groupe méthyle se place en conformation antipériplanaire par rapport à un groupe fonctionnel alcool activé,.  Cela place l’orbitale liante σC–C du groupe méthyle parallèlement à l’orbitale antiliante σ*C–O de l’alcool activé. Avant que l’alcool activé ne quitte la molécule sous la forme de H2O, l’orbitale liante du groupe méthyle donne à l’orbitale antiliante de la liaison C–O, ce qui affaiblit les deux liaisons. Cette hyperconjugaison facilite le déplacement du groupe méthyle qui se produit pour éliminer l'eau. Voir figure 11 pour le mécanisme. 

## Histoire, étymologie et mauvais usage
Le terme antipériplanaire a été inventé par William Klyne et Vladimir Prelog dans leur travail intitulé Description des relations stériques à liaisons simples, publié en 1960.  « Anti » fait référence aux deux groupes fonctionnels situés de part et d'autre du plan de la liaison.  « Péri » vient du mot grec signifiant «près de» et ainsi périplanaire signifie « approximativement planaire ».  Dans leur article Périplanaire ou coplanaire ?,  Kane et Hersh soulignent que de nombreux manuels de chimie organique utilisent antipériplanaire pour signifier antiplanaire, ou anticoplanaire, ce qui est techniquement incorrect.